# Gehu
Gehu (革胡; géhú) ist ein Streichinstrument in der chinesischen Musik, das in den 1950er Jahren vom chinesischen Musiker Yang Yusen (杨雨森, 1926–1980) erfunden wurde. Es ist eine Kombination aus einem Cello und Röhrenspießlauten der Huqin-Familie, etwa der erhu.

## Bauform und Spielweise
Wie beim Cello sind die Saiten der gehu in C-G-D-A gestimmt. Auch die Bogentechnik, die Fingertechnik und sonstige Spieltechniken sind mit der des Cellospiels zu vergleichen. Da dem Instrument eine banjoähnliche Membran als Resonanzboden dient, unterscheidet sich der resultierende Klang jedoch deutlich von dem des Cellos. 
Die Lautstärke und Tonqualität des Instruments hängt in erster Linie von der aus Schlangenhaut gefertigten Membran ab, die entgegen der typischen Huqin-Bauweise nicht unterhalb der Brücke gespannt ist, sondern an den Seiten den Klangkörper abschließt. Vergleichbar mit dem Cello und dem Kontrabass, gibt es auch die gehu in zwei unterschiedlichen Größen als da-gehu und diyin gehu. Ihre Rollen im chinesischen Orchester sind an die von Cello und Bass im westlichen Orchester angelehnt. 
Der Name gehu ergibt sich aus zwei Zeichen. Ge steht für revolutionär und hu leitet sich aus dem Wort huqin her, der Bezeichnung für alle chinesischen Streichinstrumente. Ausschlaggebend für die Erfindung der gehu in den 1950er Jahren waren die Einflüsse westlich orientierter Orchestration auf die chinesische Musik. Da die meisten chinesischen Streichinstrumente eher hochtönige, nasale Klänge erzeugen, sollte die gehu, um das Klangspektrum zu erweitern, volle und tiefe Töne hervorbringen.
In den meisten chinesischen Orchestern werden nach wie vor Cello und Kontrabass der gehu vorgezogen, was in erster Linie auf das geringere Klangvolumen der gehus zurückzuführen ist. Darüber hinaus ist die Konstruktion mit der Schlangenhaut feuchtigkeitsanfällig, was sich negativ auf die Klangqualität und die Stimmreinheit auswirkt.